# Mooz Hits
Mooz Hits este un canal de televiziune care aparține companiei MoozTV SRL și este distribuit în exclusivitate în rețelele Orange România S.A. și Orange Romania Communications. Postul emite muzică 24/24. Poate fi recepționat în rețelele de televiziune prin cablu și satelit ale Orange România ,Orange Romania Communications și online. 
Pe lângă Mooz Hits, compania mai deține și canalele Mooz Ro (muzica românească), Mooz Dance (muzică electronică & dance) și Mooz Dance HD (Mooz Dance în format HD).

## Lansare
Postul a fost lansat în 2011 pe platforma IPTV de la Romtelecom și pe site-ul dolcetv.ro. Din 19 iulie 2014 postul poate fi receptionat și pe Telekom DTH (fostul Dolce) pe poziția 451.